# لواء الجامعة
لواء الجامعة هو تقسيم إداري ثاني يتبع محافظة العاصمة في الأردن.  بلغ عدد سكانه في عام 2009 حوالي 333,090 نسمة. يضم هذا  اللواء كل من المناطق التالية داخل العاصمة الأردنية عمّان:  منطقة الجبيهة،  منطقة صويلح،  منطقة تلاع العلي وخلدا وأم السماق،  منطقة أبو نصير،  منطقة شفا بدران،  منطقة الكمالية.

## انظر أيضًا

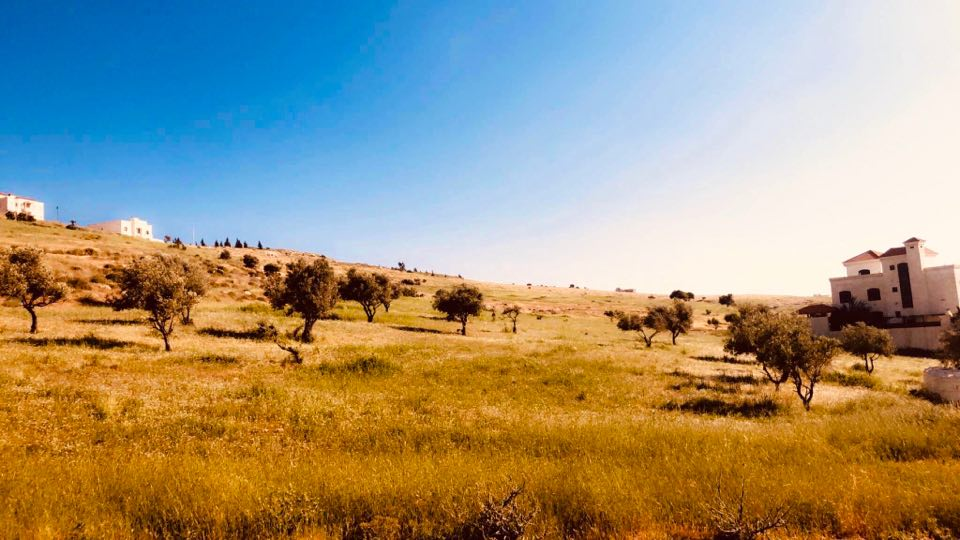
شفا بدران / لواء الجامعة